# Vila Guarani (Vila Formosa)
Vila Guarani é um bairro no distrito de Vila Formosa, na cidade de São Paulo.
A Vila Guarani se situa na Zona Leste da cidade, é cortado pela Avenida Sapopemba, que dá acesso a avenidas como: Renata, Barreira Grande, Antonio Buono, etc.
Tem como principal referência o reservatório da SABESP (conhecido como caixa d'agua), onde situa-se a sede da Força Tatica e Rocam do 19°BPMM.